# 解冠
解冠（1489年—？年），字季玄，湖广永州府道州人，軍籍。

## 生平
治《易經》，行九，由國子生中式己卯科（1519年）湖廣鄉試第八十四名舉人，年三十五歲中式嘉靖二年（1523年）癸未科會試第一百五十三名，第二甲第一百四十二名進士。官户部主事。

## 家族
曾祖解興仲。祖父解晚成。父解德良。母蒋氏。慈侍下。兄解魁、弟解勉。